# Héraklion
Pour les articles homonymes, voir Héraklion (homonymie).
Héraklion (du grec ancien : Ἡράκλειον), ou Iráklio (en grec moderne : Ηράκλειο, /iˈraklio/), appelée anciennement Al Ḫandaq (الخندق) par les Arabes, Candie (Χάνδαξ) ou Megálo Kástro (Μεγάλο Κάστρο), est une ville grecque située sur la côte nord, au centre de l'île de Crète. Elle est le chef-lieu du dème d'Héraklion, du district régional d'Héraklion, et la capitale de la périphérie de Crète, mais aussi celle du diocèse décentralisé du même nom.

## Présentation
Au recensement de 2021, la population est de 149 501 habitants, et de 205 036 habitants en considérant toute l'agglomération. La ville couvre une surface de 120 km2. C'est le chef-lieu de la périphérie (région administrative) de Crète (Περιφέρεια Κρήτης), le chef-lieu du district régional d'Héraklion (Περιφερειακή ενότητα Ηρακλείου) et le chef-lieu du dème d'Héraklion (Δήμος Ηρακλείου).

## Géographie

### Situation
Héraklion est située approximativement au milieu de la côte nord de l'île de Crète, qui s'étend sur 250 kilomètres de long et 70 kilomètres de large.
Héraklion est située dans une plaine côtière, devant une zone vallonnée fertile, en bordure d'une baie de la mer Égée, à environ quatre kilomètres au nord des ruines du palais minoen de Knossos.
La Crète et donc Héraklion sont une destination touristique très fréquentée d'avril à octobre.
Héraklion est distant de 130 kilomètres de La Canée, 75 kilomètres de Réthymnon, 60 kilomètres d'Agios Nikolaos, 90 kilomètres d'Ierapetra et 120 kilomètres de Sitía.

### Climat
Héraklion possède un climat méditerranéen très net. L’hiver est doux et humide, la température minimale moyenne est de 9 °C et la température maximale moyenne est de 15 °C. L'été est chaud et sec, la température minimale moyenne est de 22 °C et la température maximale moyenne est de 29 °C. La pluie tombe principalement en hiver et les chutes de neige sont inexistantes. Le vent souffle souvent (nord-ouest).
| Mois                | Jan  | Fév  | Mar  | Avr  | Mai  | Jui  | Jul  | Aoû  | Sep  | Oct  | Nov  | Déc   |
| Maximum [°C]        | 15,1 | 15   | 17,8 | 20,1 | 23,5 | 27,2 | 29,6 | 29,7 | 27,2 | 23,9 | 20,4 | 16,5  |
| Minimum [°C]        | 9,3  | 8,6  | 10,5 | 12,5 | 15,5 | 19,4 | 22,6 | 22,7 | 20,2 | 17,4 | 13,9 | 11    |
| Précipitations (mm) | 97,4 | 85,1 | 27,5 | 27,5 | 10,6 | 0,1  | 0,7  | 2,7  | 13,7 | 35,4 | 62,9 | 110,8 |
| Record [°C]         | 24   | 28   | 33   | 37   | 38   | 46   | 41   | 40   | 39   | 36   | 31   | 27    |

Source weatheronline.gr

## Subdivisions administratives

### Quartiers
- Agia Aikaterini (Αγία Αικατερίνη)
- Agia Irini Chryssovalantou (Αγία Ειρήνη Χρυσοβαλάντου)
- Agia Marina (Αγία Μαρίνα)
- Agia Triada (Αγία Τριάδα)
- Agios Ioannis (Άγιος Ιωάννης)
- Agios Ioannis Chostos (Άγιος Ιωάννης Χωστός)
- Analipsi (Ανάληψη)
- Atsalenio (Ατσαλένιο)
- Bedevi (Μπεντεβή)
- Chanioporta - Porte de la Chanée (Χανιώπορτα)
- Chryssopigi (Χρυσοπηγή)
- Dilina (Δειλινά)
- Estavromenos (Εσταυρωμένος)
- Filothei (Φιλοθέη)
- Fortetsa (Φορτέτσα)
- Giofyro (Γιόφυρο)
- Ilioupoli (Ηλιούπολη)
- Kainourgia Porta - Nouvelle porte (Καινούργια Πόρτα)
- Kamaraki (Καμαράκι)
- Kaminia (Καμίνια)
- Katsabas (Κατσαμπάς)
- Kipoupoli (Κηπούπολη)
- Knossos (Κνωσσός)
- Kommeno Bedeni (Κομμένο Μπεντένι)
- Lido (Λίντο)
- Mastabas (Μασταμπάς)
- Messambelies (Μεσαμπελιές)
- Papa-Titou Metochi (Παπα-Τίτου Μετόχι)
- Pateles (Πατέλες)
- Poros (Πόρος)
- Therissos (Θέρισσος)
- Tria Pefka (Τρία Πεύκα)
- Tris Vagies (Τρεις Βάγιες)

### Banlieue
- Agía Iríni (Αγία Ειρήνη)
- Agia Marina (Αγία Μαρίνα)
- Ammoudara (Αμμουδάρα)
- Amnisos (Αμνισσός)
- Athanati (Αθάνατοι)
- Dafnés (Δαφνές)
- Finikia (Φοινικιά)
- Gazi (Γάζι)
- Giofyrakia (Γιοφυράκια)
- Karteros (Καρτερός)
- Kavrochori (Καβροχώρι)
- Néa Alikarnassós (Νέα Αλικαρνασσός)
- Skaláni (Σκαλάνι)
- Stavrákia (Σταυράκια)
- Syllamos (Σύλλαμος)
- Vasilíes (Βασιλειές)
- Voútes (Βούτες)
- Xirokambos (Ξηρόκαμπος)

## Histoire

### Époques archaïque, classique et hellénistique
La ville d'Héraklion fut fondée à l'époque archaïque, elle tire son nom du héros grec Héraclès, auquel les Crétois avaient voué un culte en ce lieu. Si l'emplacement du sanctuaire d'Héraclès est encore inconnu aujourd'hui, les diverses fouilles montrent que la cité à l'époque archaïque n'était pas très étendue : on a retrouvé des traces d'occupation datant de cette époque dans le quartier de la ville environnant le musée archéologique.
Les textes antiques évoquant Héraklion sont peu nombreux :
- Strabon (Géographie X, 476, 7) dit ceci : « Knossos a pour port Héraklion » ;
- Pline l'Ancien (Histoire naturelle IV, 12, 59) évoque lui aussi la cité comme l'extension maritime de Knossos ;
- Claude Ptolémée (Géographie III, 15, 4, 5) lorsqu'il énumère les cités du nord de la Crète parle d'Héraklion ;
- sous le règne de Dèce (249-251 apr. J.-C.), un des dix saints martyrs de l'Église de Crète, répondant au nom d'Euarèstos, a pour lieu de naissance la ville d'Héraklion.

Le territoire de la cité a semble-t-il très peu évolué au cours de l'époque classique et hellénistique. Cnossos demeure la plus grande cité du centre nord de la Crète jusqu’à la fin de l’époque romaine.

### Périodes romaine, byzantine et arabe
Heracleium n'était, sous la domination romaine, qu'un petit port de la province de Crète et Cyrénaïque dont la capitale était Gortyne sur la côte sud de la Crète antique ; ce port était également connu sous le nom d'Heracleia. Stéphane de Byzance mentionne simplement la ville comme « la 17e des 23 Héraclées » qu'il énumère. Bien que les notices ecclésiastiques ne fassent aucune mention de ce lieu comme siège d'un évêque, on trouve pourtant parmi les signataires des actes du Deuxième concile de Nicée, aux côtés d'autres prélats crétois, « Théodoros, évêque d'Héracléopolis ».

#### Première période byzantine (de 395 à 824)
Il n'y a pas de discontinuité politique entre l'Empire romain et l'Empire dit byzantin mais on fait conventionnellement débuter la « période byzantine » en 395 et, en Crète, la « première période byzantine » dure jusqu'en 824. C'est pendant cette époque que s'opère la christianisation de l'île. Héraklion, alors nommé Kastro (le château, en grec moderne : Κάστρο), ne joue durant cette première période byzantine qu'un rôle très secondaire ; sur l'île, les centres politiques et religieux sont, comme à l'époque romaine, Cnossos et Gortyne. Pendant cette première période byzantine, Héraklion, comme d'autres villes de Crète, est plusieurs fois pillée par les pirates.

#### Occupation arabe (de 824 à 961)
Occupé en 824 par des rebelles maures expulsés d'abord de l'émirat de Cordoue par Al-Hakam Ier, puis d'Alexandrie, qu'ils avaient conquise en 818, le Kastro byzantin est renommé El Khandak (en arabe, خندق). Ce terme qui signifie « fossé », tire son origine du fossé défensif creusé pour défendre la cité.
Jusqu'en 961, la ville se développa grâce à la piraterie contre l'Empire byzantin, car les Arabes qui l'occupaient ne dépendaient d'aucune autre faction du monde musulman et par conséquent ne se souciaient pas de diplomatie.
Cette activité leur coûta néanmoins l'indépendance et bien plus, puisqu'après onze mois de siège, en 961, le général byzantin Nicéphore Phocas, futur Empereur, reconquit la ville, la pilla, massacra l'ensemble des Arabes, et la réduisit en cendres.

### Occupation vénitienne

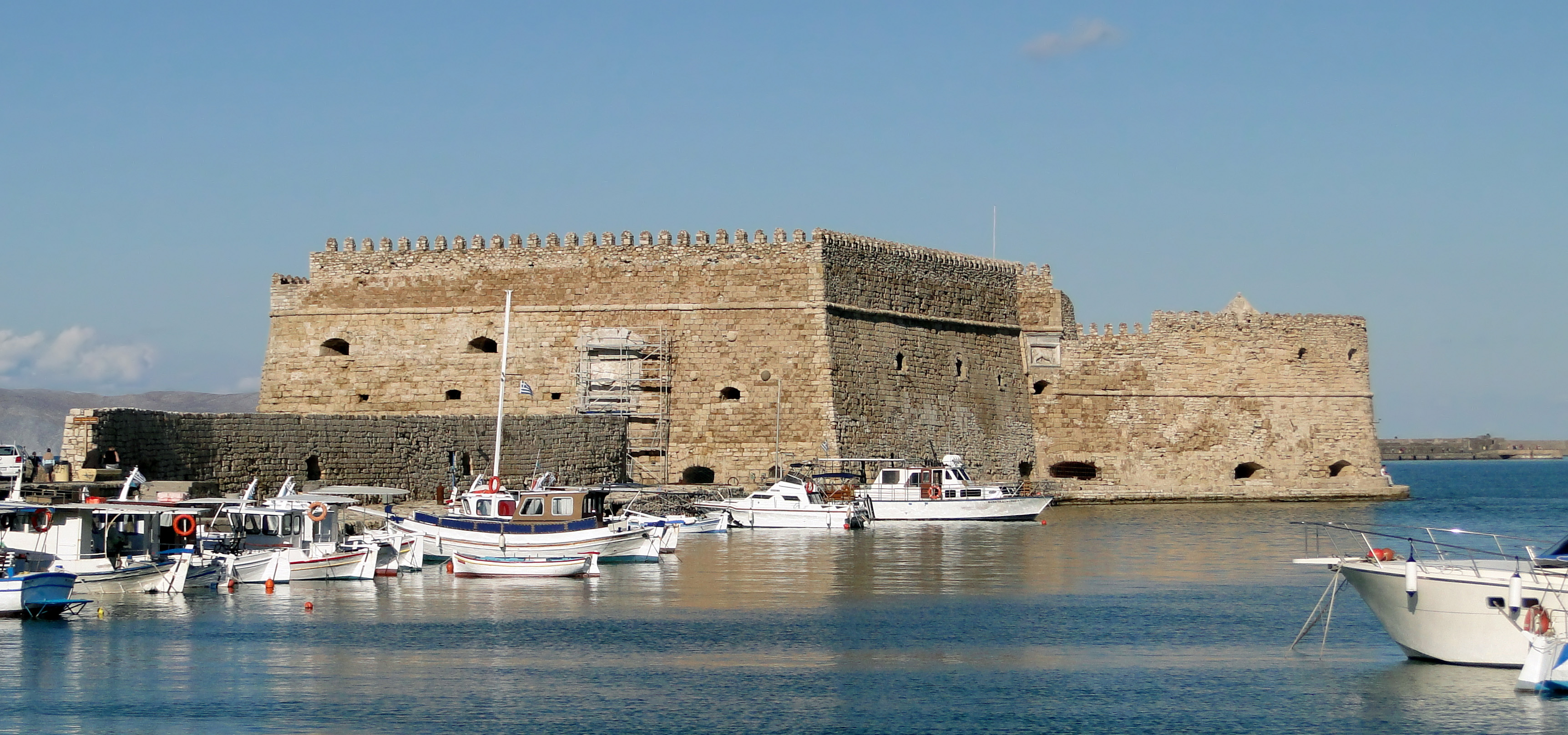
La forteresse vénitienne.

En 1204, les Vénitiens achetèrent l'île de Crète à Boniface de Montferrat et ils modifièrent le nom arabe de la capitale crétoise El Khandak en Candie (Candia en italien), nom qu'elle conserva dans la diplomatie européenne jusqu'en 1898. Les Vénitiens améliorèrent grandement ses fortifications et sont encore visibles le rempart qui fait par endroits quarante mètres d'épaisseur et la forteresse protégeant l'entrée du port.

### Occupation ottomane

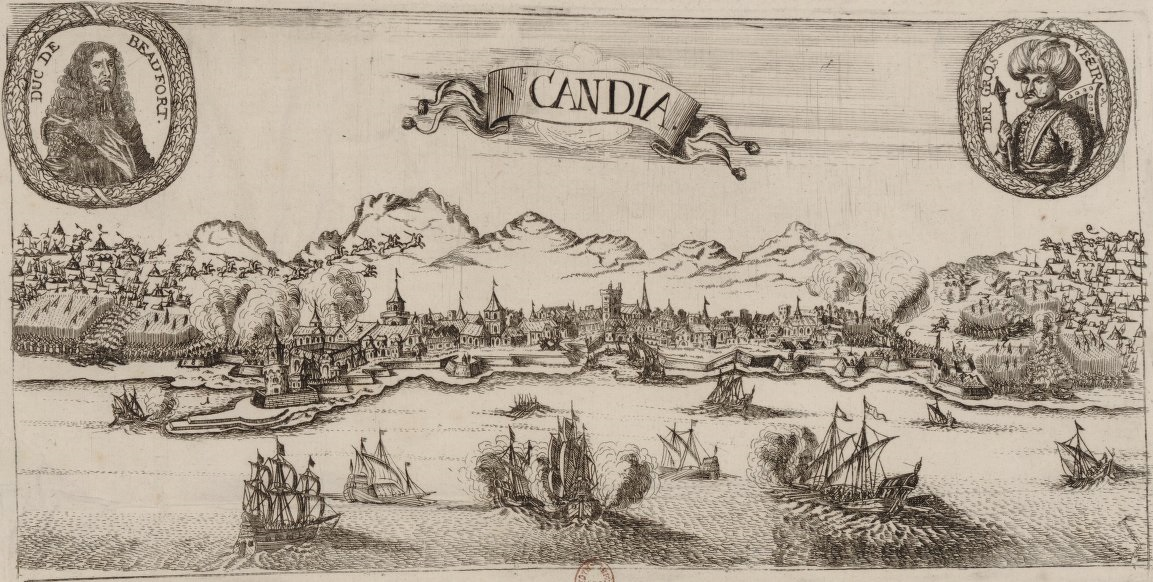
Vue d'Héraklion, alors appelée Candie, en 1669 peu avant que les Vénitiens ne rendent la ville aux Turcs.

Le 27 septembre 1669, après vingt-deux ans de siège, probablement le plus long de toute l'Histoire, qui coûtèrent la vie à 30 000 Crétois et 120 000 Ottomans, l'amiral vénitien Francesco Morosini se rendit à l'Ottoman Ahmed Koprolu, et la ville passa sous domination ottomane.
Jusqu'en 1898, ce fut surtout une place forte (les Ottomans la nommaient Kandiye, les Grecs Megálo Kástro-la grande forteresse) et son activité économique déclina, au profit de La Canée. Il fallut donc attendre l'indépendance de la Crète sous l'égide de la communauté internationale pour relancer le tout.

### Depuis l’autonomie
Après le rattachement de la Crète à la Grèce en 1913, la population crétoise composée principalement de Turcs et de Grecs ne changea guère jusqu'en 1922. Après la « Grande Catastrophe », en Asie mineure, en 1922, fut décidé l'échange de population entre Grecs d'Asie et Turcs (principalement les turco-crétois). La population musulmane de l'île fut ainsi obligée de partir, vidant Héraklion et sa région de près de la moitié de sa population. L'installation des Micrasiates, Grecs d'Anatolie, a posé cependant de nombreux problèmes d'intégration — les Crétois acceptant mal l'arrivée de cette population aux mœurs différentes des leurs. Selon les registres de la ville, 17 463 réfugiés d'Asie mineure ont été enregistrés à Héraklion entre le 12 décembre 1922 et le 31 octobre 1923. À cette importante population s'ajoute celle venue de la mer Noire, évaluée pour la municipalité d'Héraklion à 2 550 personnes.
En 1941, la ville est envahie par les troupes aéroportées (Fallschirmjäger) de l'armée allemande pendant la Seconde Guerre mondiale (nom de code opération Merkur) .

## Administrations
Héraklion accueille l'ENISA (acronyme anglais de European Network and Information Security Agency soit l'Agence de l'Union européenne pour la cybersécurité).

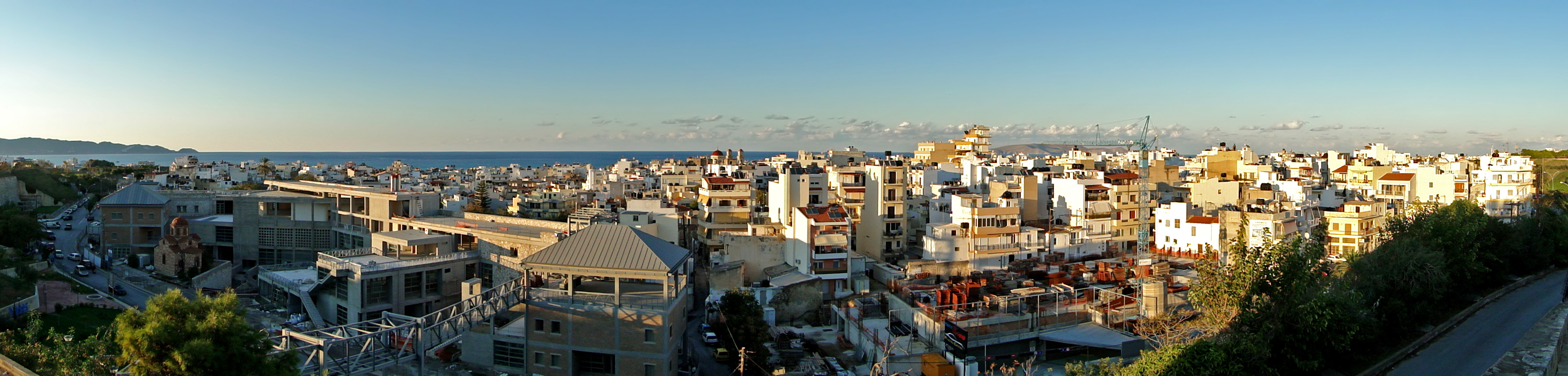
Vue panoramique de Héraklion.

## Culture, curiosités touristiques

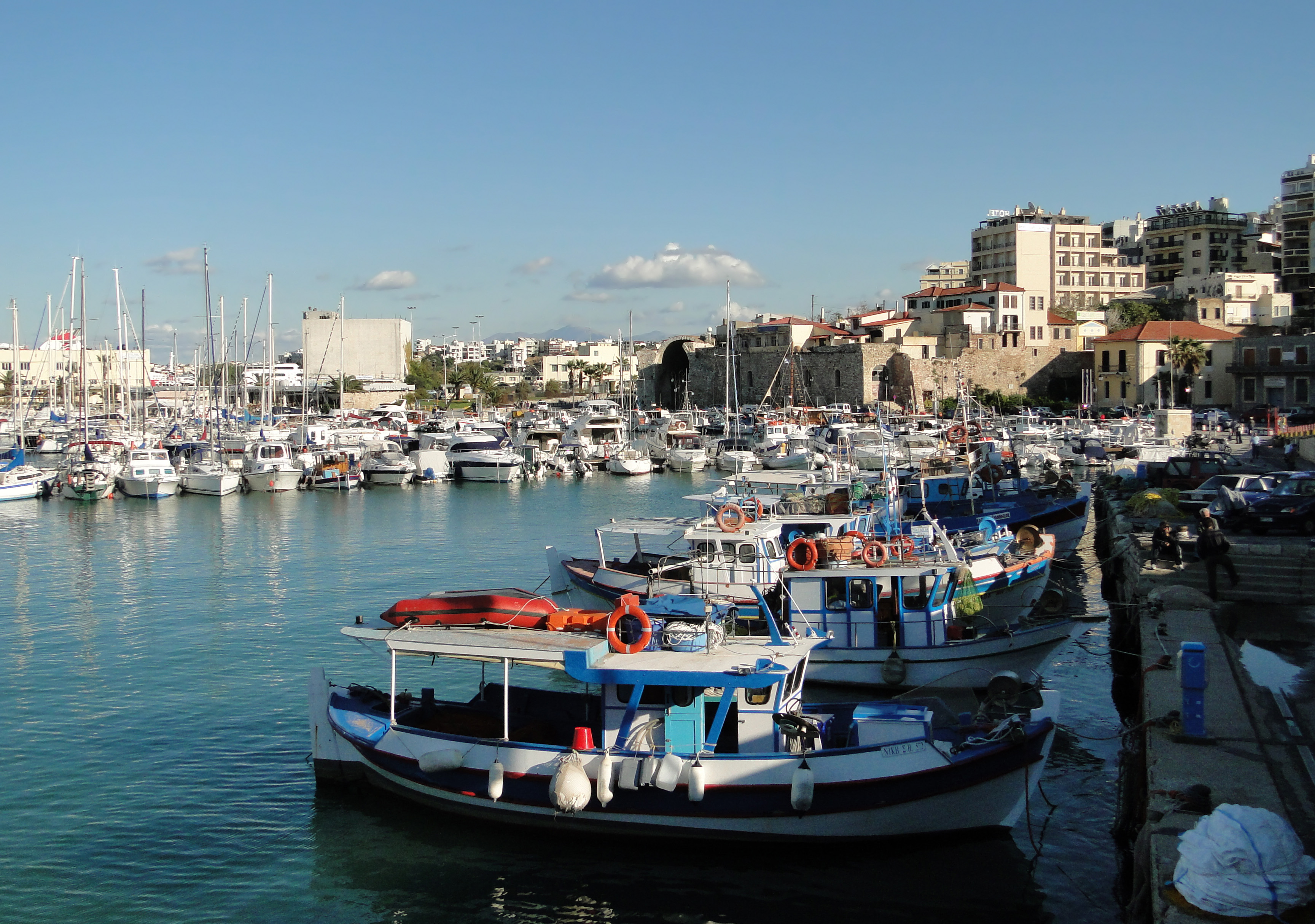
Port d'Héraklion.

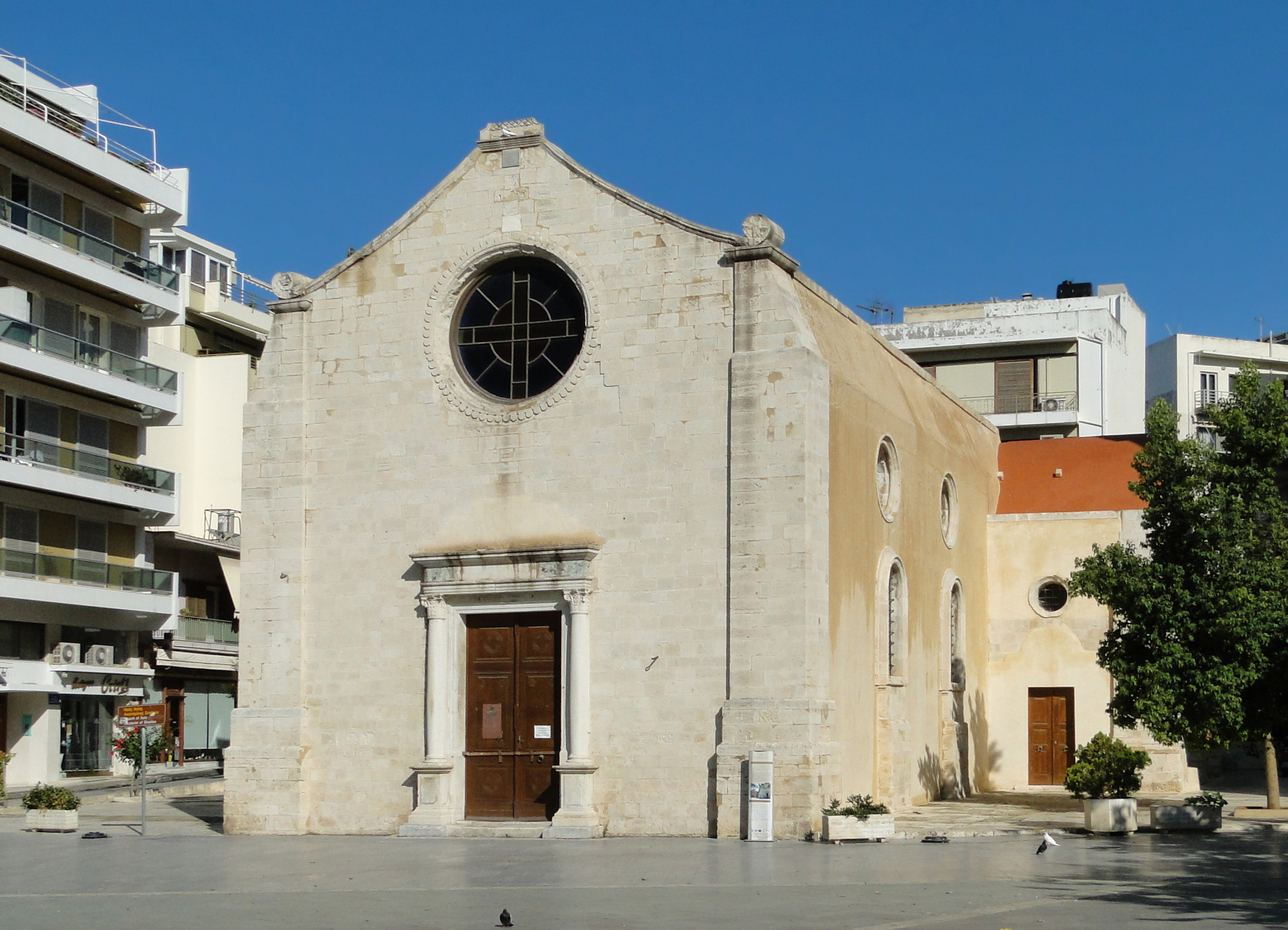
Église Sainte Catherine, métochion du monastère Sainte-Catherine du Sinaï.

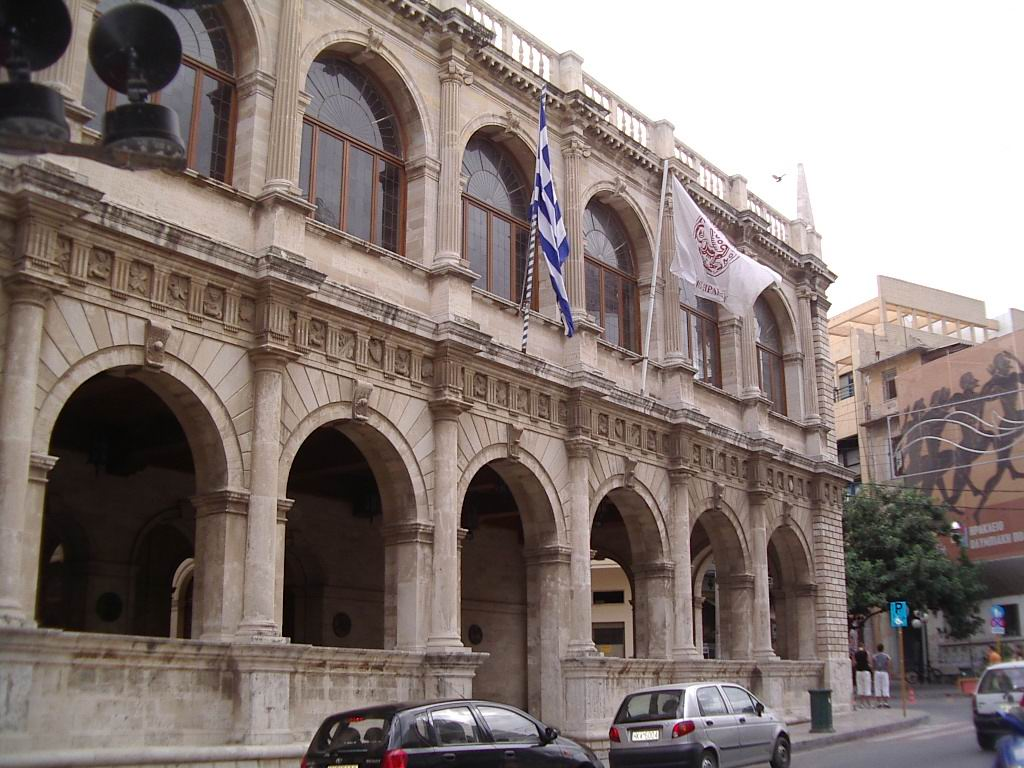
Loggia vénitienne.

L'urbanisme d'Héraklion est éclectique. Au centre de la ville se côtoient églises byzantines, palais vénitiens, fontaines turques, bâtiments néoclassiques et immeubles de béton construits dans les années 1950. Détruite à plusieurs reprises, notamment en août 1898 et durant l'occupation de la Grèce pendant la Seconde Guerre mondiale, Héraklion a eu les pires difficultés à gérer son développement. Pendant la junte militaire, des bâtiments vénitiens pourtant dans un état parfait ont été rasés au profit de promoteurs amis des dirigeants. La notion de patrimoine architectural n'est entrée que très récemment dans la mentalité hérakliote.
La préparation des Jeux olympiques d'été de 2004 et l'accession à la mairie de Giannis Kourakis ont énormément fait évoluer le paysage urbain d'Héraklion. Une partie du centre-ville est désormais piéton, les câbles électriques et téléphoniques sont systématiquement enterrés. Un effort considérable a été fourni pour améliorer le cadre de vie citadin.

### Monuments byzantins
- Église d’Agía Ekateríni.

### Monuments vénitiens

#### Vieux port
Il y subsiste quelques éléments de l'arsenal vénitien, dont la forteresse d'Héraklion.

#### Église Saint-Marc
Elle sert aujourd'hui de pinacothèque municipale.

#### Monastère Saint-Pierre-et-Saint-Paul
Il date du XIIIe siècle. Il se trouve à côté de l'Église Saint-Pierre-des-Dominicains.

#### Église Saint-Tite
Elle fut construite à l'époque byzantine puis profondément remaniée au XVe siècle par les Vénitiens.

#### Loggia vénitienne

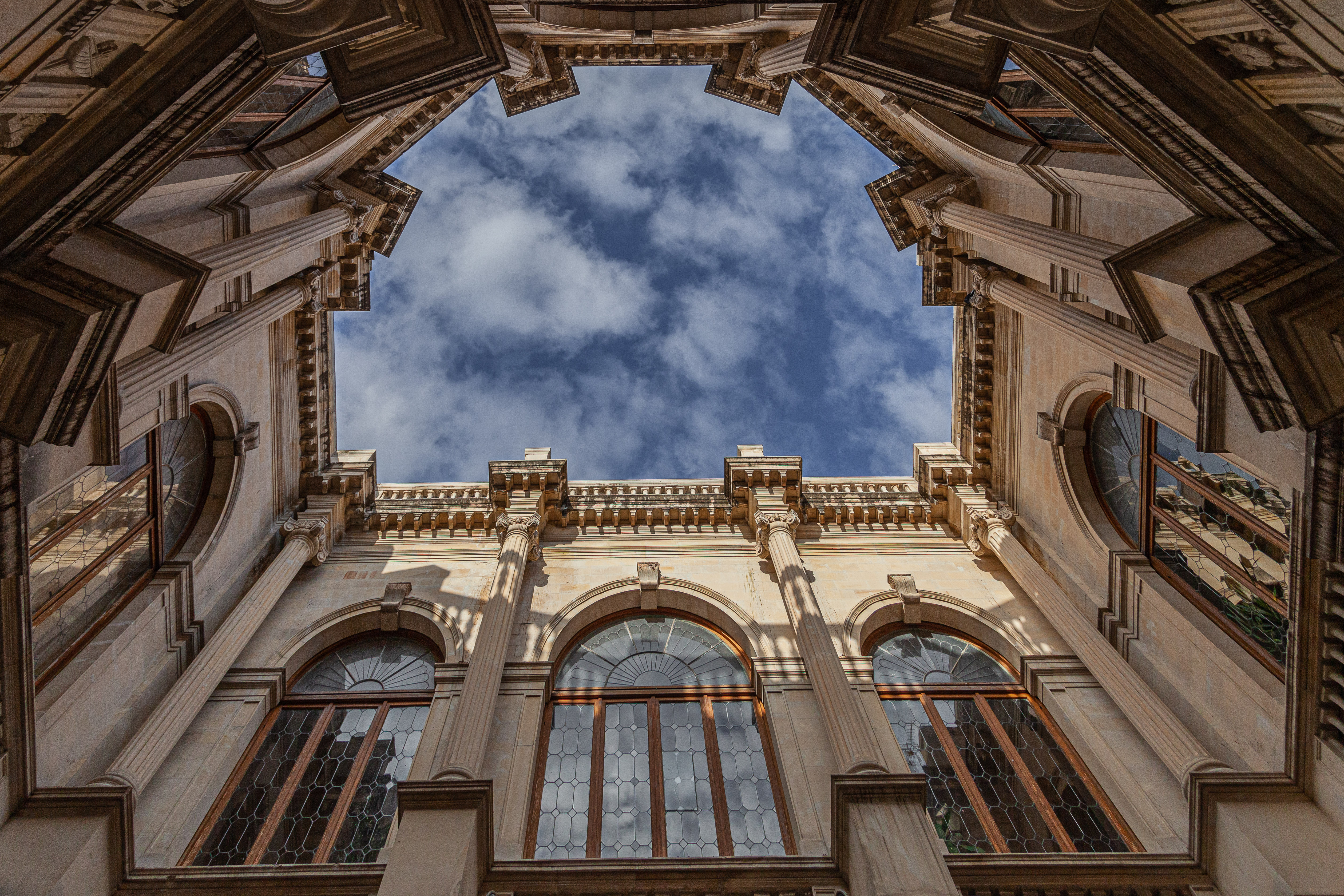
Une cour intérieure de la loggia vénitienne d'Héraklion. Octobre 2016.

Quatre loggias se sont succédé au même endroit. Celle qui accueille, aujourd'hui, le conseil municipal, date de 1628.

#### La Candie vénitienne
Elle était réputée pour son système d'approvisionnement en eau (aqueducs) et les nombreuses fontaines érigées par les familles aristocratiques de la ville.

#### Les fontaines

##### La fontaine Bébo
Krini Bebo, Κρίνη Μπέμπο.

##### La fontaine Morosini
Krini Morozini, Κρίνη Μοροζίνη.

##### La fontaine Sagredo
Krini Sagredo, Κρίνη Σαγρέντο.

##### La fontaine Priuli
Krini Priouli, Κρίνη Πριούλι.

### Monuments modernes
- Place de la Liberté (Platia Eleftherias, Πλατεία Ελευθερίας), centre de la vie des Hérakliotes.

### Musées

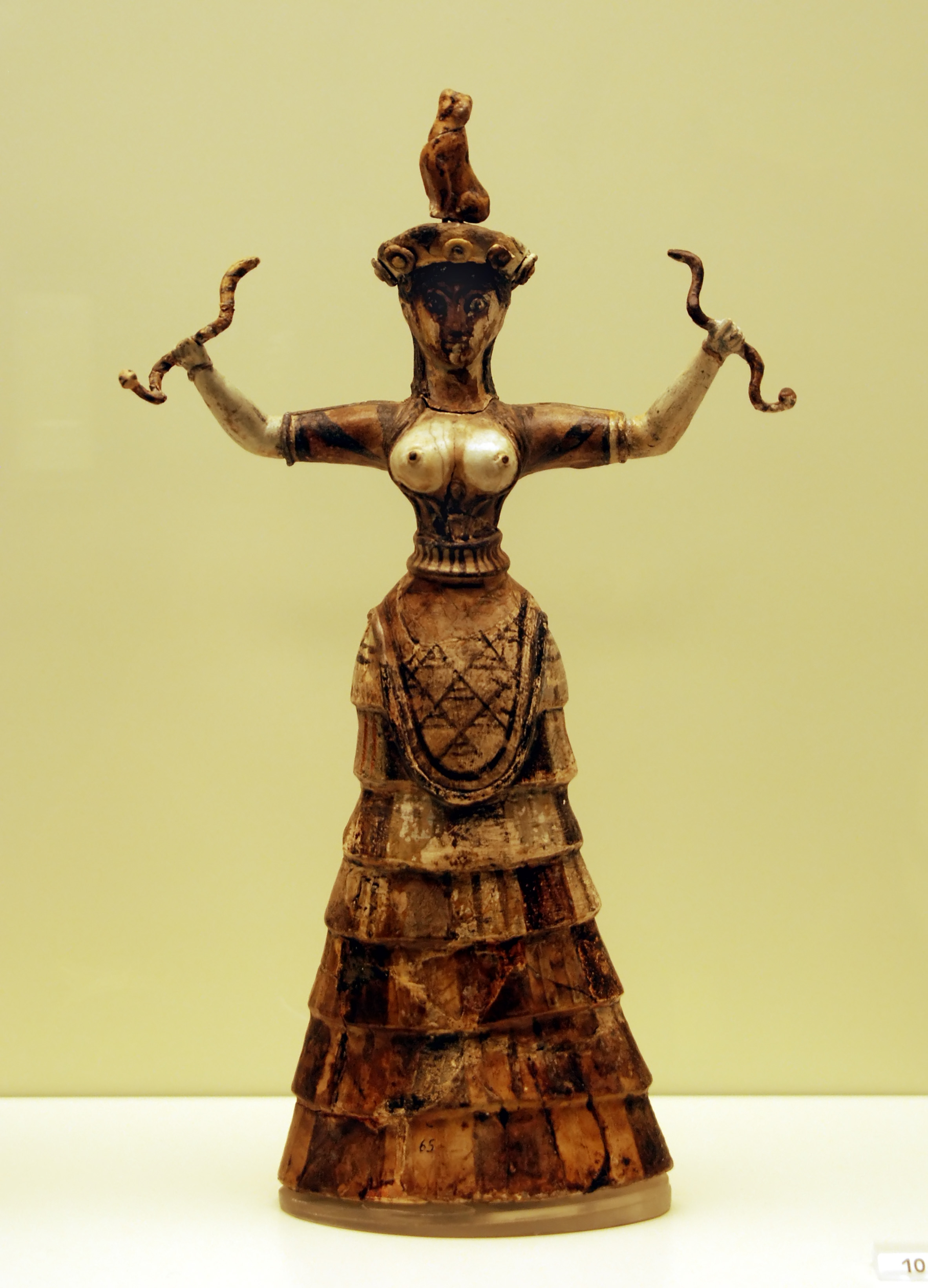
Déesse aux serpents minoéenne.

#### Musée archéologique d'Héraklion
(Archeologiko Moussio, Αρχαιολογικό μουσείο). Reconstruit après le tremblement de terre de 1951, le musée archéologique d'Héraklion abrite la plus importante collection au monde d'objets minoens. Une grande partie des fresques de Cnossos y est conservée (une autre partie se trouvant au musée national archéologique d'Athènes). On peut y apercevoir des artefacts, en provenance de toute la Crète, datant de l'époque néolithique à l'époque romaine. Le musée a fonctionné au ralenti durant presque 10 ans en raison d’importants travaux d'entretien et d'agrandissement. Il a rouvert intégralement ses portes en mai 2014.

#### Musée d'histoire naturelle
(Moussio fysikis istorias, Μουσείο φυσικής ιστορίας) sur la faune et la flore de Crète.

#### Musée historique
(Istoriko Moussio Kritis, Ιστορικό Μουσείο Κρήτης). Ce musée complète historiquement le musée archéologique. Il accueille des objets de Crète de l'époque romaine tardive au XXe siècle. On peut y voir notamment les dernières traces de la synagogue de la ville et y admirer l'importante collection d'icônes de l'école crétoise ainsi que deux œuvres attribuées à El Greco.

### Instituts archéologiques

#### 23eéphoriedes antiquités préhistoriques et classiques
ΚΓ' εφορεία πρoϊστορικών και κλασικών αρχαιοτήτων.

#### 13eéphoriedes antiquités byzantines
ΙΓ' εφορεία βυζαντινών αρχαιοτήτων.

#### 7eéphoriedes monuments modernes
7η εφορεία νεότερων μνημείων.

#### Institut archéologique de Crète
Archaiologiko institouto Kritis (Αρχαιολογικό ινστιτούτο Κρήτης).

#### Une antenne de l'école archéologique italienne d'Athènes
Scuola archeologica italiana di Atene.

## Population
| 1800   | 1850   | 1900   | 1928   | 1951   | 1961   |
| ------ | ------ | ------ | ------ | ------ | ------ |
| 15 000 | 18 910 | 22 501 | 39 231 | 55 373 | 64 337 |

| 1971   | 1981    | 1991    | 2001    | 2011    | 2021    |
| ------ | ------- | ------- | ------- | ------- | ------- |
| 78 209 | 102 398 | 116 178 | 137 766 | 140 730 | 149 501 |

La population de la ville est, aujourd'hui, estimée à 150 000 habitants.

## Économie

### Secteur primaire
La forte croissance des exportations des produits agricoles d'Héraklion est la combinaison de deux phénomènes :
- le dépôt d'appellations d'origine protégée auprès de l'Union européenne pour l'huile d'olive[12], le vin et les divers produits agricoles de la région d'Héraklion[13] ;
- la publicité par les diététiciens du monde entier du régime crétois.

### Secteur secondaire
Le secteur secondaire, en raison des faibles investissements, reste faiblement représenté dans l'économie hérakliote.
Certaines industries d'Héraklion, toutefois, sont parmi les plus importantes de Grèce. L'entreprise Plastika Kritis (Πλαστικά Κρήτης), les plastiques de Crète est un des leaders balkaniques de la fabrication de plastique.

### Secteur tertiaire

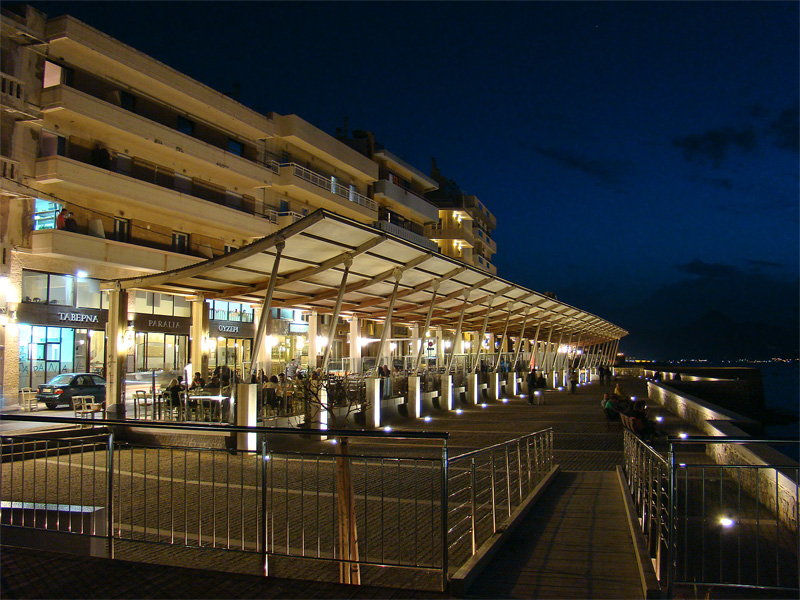
Restaurants en bord de mer.

L'économie de la ville d'Héraklion est principalement tournée vers le tourisme (hôtellerie, restauration, loisirs) et les services (transports maritimes, internet).

## Transports

### Transport aérien
L'aéroport Níkos-Kazantzákis est, en nombre de passagers, le second aéroport de Grèce. Il occupe la première place en nombre de charters. Cet aéroport est situé dans la municipalité de Néa Alikarnassós, à quatre kilomètres à l'est d'Héraklion. Les nuisances sonores, l'augmentation exponentielle du trafic des charters ont amené les autorités crétoises à réfléchir à des alternatives pour diminuer la gêne occasionnée par les avions. Deux solutions ont été envisagées : la première, de construire une piste d'atterrissage supplémentaire sur la mer, à Néa Alikarnassós ; la seconde, de construire un nouvel aéroport, à trente kilomètres de la ville, à Kasteli. Au printemps 2009, le Ministère grec des Transports opta pour la deuxième solution, provoquant une levée de boucliers de la part des habitants de Kasteli. Le dossier est toujours, actuellement en négociation avec les autorités locales. Les travaux qui auraient dû commencer en 2010 ont été repoussés en 2011 en raison du changement de majorité au parlement grec. Les entreprises candidates à la construction de l'aéroport ont jusqu'au 19 octobre 2010 pour soumettre leur dossier. Parmi les sociétés en lice, on compte Vinci , J&P Avax en collaboration avec Aéroports de Paris Management et la compagnie allemande Hochtief.

### Transport maritime
Le port d'Héraklion est un port très actif.
Les passagers peuvent prendre des traversiers depuis Héraklion vers des destinations telles que Santorin, Íos, Páros, Mykonos et Rhodes.
Il y a des traversiers directs vers Naxos, Kárpathos, Kassos, Sitía, Anáfi, Chálki et Diafáni.
Il y a également plusieurs traversées quotidiennes vers le Pirée, le port d'Athènes en Grèce continentale.
Le port d'Héraklion a été construit par Sir Robert McAlpine (en) et achevé en 1928.

### Réseau routier
L'autoroute A90 et la route nationale EO90, traversent la ville d'Héraklion et la relient aux trois autres grandes villes de Crète : Agios Nikolaos, La Canée et Réthymnon.
Elle fait partie de la route européenne 75, ainsi que passant par Héraklion.

## Éducation
À Héraklion se trouvent les écoles des sciences exactes et de la santé de l'université de Crète. Le campus de la ville compte 8 000 étudiants. Héraklion abrite également l'ITE-FORTH (Ίδρυμα Τεχνολογίας και Έρευνας), à savoir, l’Institut de technologie et de recherche, un des plus grands centres de recherche de Grèce, ainsi que l’Institut pédagogique technique de Crète (avec 6 500 étudiants).

## Personnages célèbres

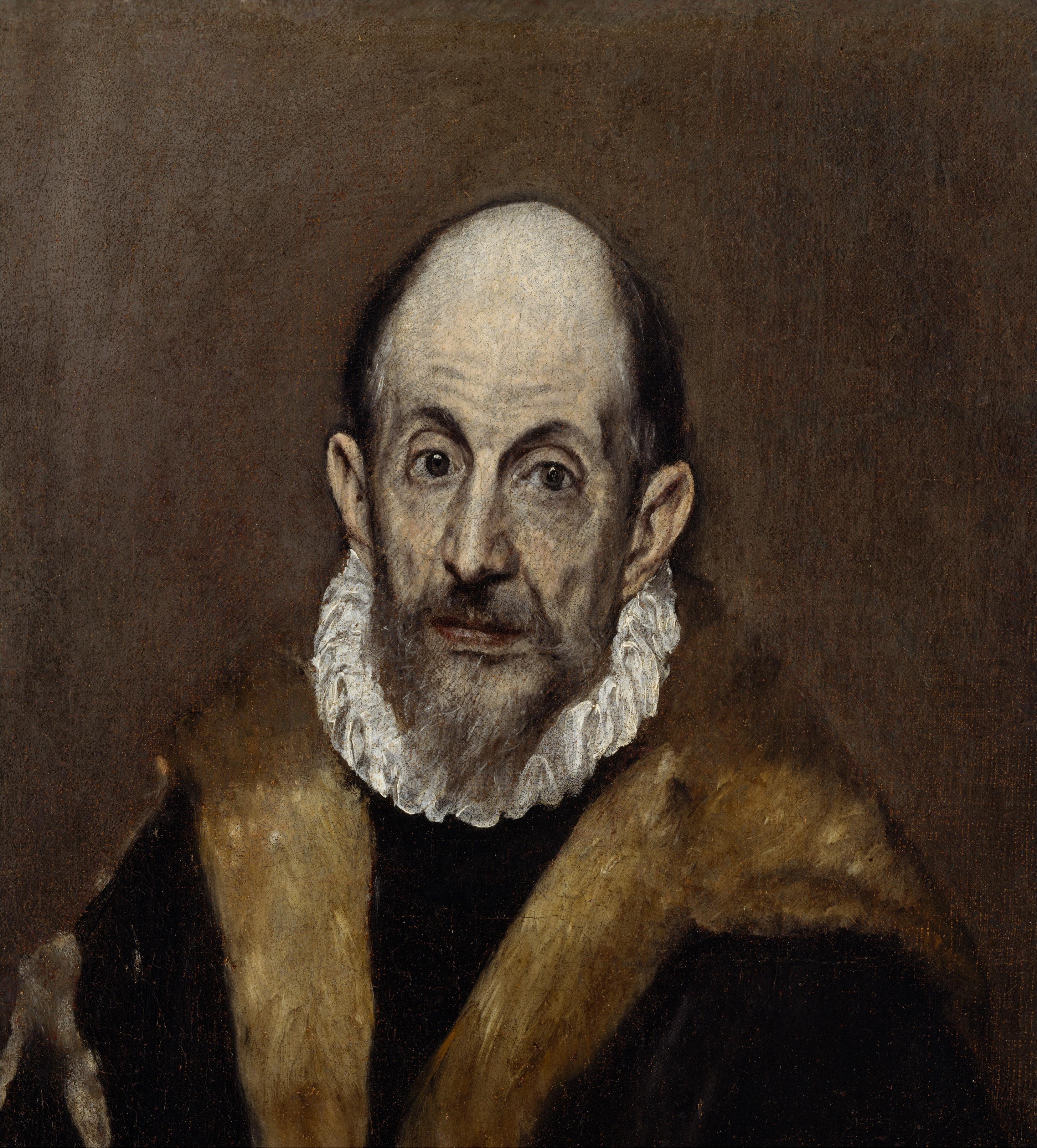
Domínikos Theotokópoulos.

- Andreas Ritzos, (1422-1492), peintre
- Francesco Barozzi (1537-1604), humaniste vénitien
- Giorgos Klontzas, (1540-1607), hagiographe
- Domínikos Theotokópoulos, (1541-1614), dit Le Greco, hagiographe et peintre
- Vicenzos Kornaros, (1553-1613), écrivain
- Mélèce Syrigos (1586-1664], Théologien orthodoxe
- Théodoros Poulakis, (1622-1692), hagiographe
- Emmanuel Tzanes, (1610-1690), hagiographe
- Níkos Kazantzákis, (1883-1957), écrivain
- Sapfo Notara, (1907-1985), actrice
- Odysséas Elýtis, (1911-1996), poète, prix Nobel de littérature
- Giannis Markopoulos, (1939), compositeur
- Yórgos Grammatikákis (1939-2023), homme politique
- Fótis Kafátos, (1940-2017), professeur de biologie, président du conseil européen de la recherche (CER)
- Yánna Angelopoúlou-Daskaláki, (1955-), personnalité politique et femme d'affaires
- Mýron Michaïlídis, (1968-), chef d'orchestre
- Giannis Smaragdis (1970-), cinéaste

## Jumelages
| Ville | Ville          | Pays | Pays     | Période     |
| ----- | -------------- | ---- | -------- | ----------- |
|       | Constanța      |      | Roumanie |             |
|       | Nijni Novgorod |      | Russie   | depuis 2018 |
|       | Odessa         |      | Ukraine  | depuis 1992 |
|       | Pernik         |      | Bulgarie |             |
|       | Tolède         |      | Espagne  | depuis 2017 |